# Museo de Almería
El Museo de Almería es una institución museística pública situada en la ciudad española de Almería, en la comunidad autónoma de Andalucía. Propiedad del Ministerio de Educación, Cultura y Deporte de España está administrado por la Consejería de Cultura y Patrimonio Histórico de la Junta de Andalucía. Constituye la más importante institución museística de la provincia de Almería, albergando la mayor y más representativa colección de objetos arqueológicos de la misma.
Creado como Museo Arqueológico Provincial de Almería en 1933, su sede actual fue inaugurada en el año 2006 en un singular edificio de nueva creación que fue galardonado con los premios PAD y ARCO 2004, finalista en 2005 en los premios FAD y obteniendo en el año 2008 la mención de honor del premio del museo europeo del año otorgado por el European Museum Forum.

## Historia de la institución
Hay que remontarse a la primera mitad del siglo XIX para datar el primer intento de creación de un museo provincial en Almería, cuando las diferentes Juntas y Comisiones, establecidas como consecuencia de las sucesivas fases de la política desamortizadora, lograron reunir en 1837 un catálogo con 196 cuadros y en 1846 otro catálogo con monedas romanas y árabes, lápidas con inscripciones, joyas árabes y utensilios varios, recogidos por toda la provincia y procedentes en su mayoría de conventos desamortizados. El lugar designado para albergar el museo con todas estas piezas iba a ser la iglesia de San Pedro, pero como estaba ocupada con efectos militares, la Comisión Provincial almeriense solicita a Madrid en 1846 la concesión de la iglesia de Santiago como sede del futuro museo, a lo que accede en 1847, pero inexplicablemente el museo no llegó a inaugurarse, sin estar claros aún hoy los motivos que llevaron a la Comisión provincial y central a desistir en este empeño.
Tiempo después, el propio secretario de la Comisión almeriense, el notario Miguel Ruiz de Villanueva, comenzó a reunir algunas piezas a título personal, especialmente lápidas sepulcrales islámicas que iban apareciendo como consecuencia de la expansión urbana, pero lamentablemente, una buena parte de ellas irían a parar a colecciones fuera de Almería, e incluso al extranjero. Es el caso de la colección Lord Huntington, que hoy puede verse en el museo de la Hispanic Society of America de Nueva York.[cita requerida]

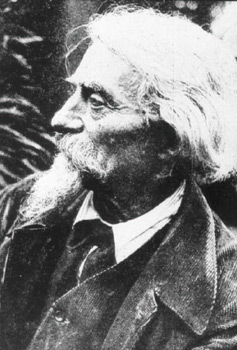
El arqueólogo belga Louis Siret.

Hacia 1880 el ingeniero belga Louis Siret descubre los que aún hoy son considerados los principales yacimientos prehistóricos de la región, entre ellos, Los Millares y El Argar y como resultado de estos trabajos publica la obra «Les premieres ages du metal au Sudeste de la Peninsule Iberique» (Bruselas, 1887), por la que recibió buenas críticas y premios. En esos años gran parte de las piezas que había recogido de las excavaciones (había excavado más de mil sepulturas) fueron vendidas por él mismo, ya que necesitaba liquidez para poder contraer matrimonio, lo que explica la dispersión de la colección y el hecho de que hoy haya partes de la misma en Bruselas, Berlín, Londres, Oxford, Cambridge, Nueva York, Madrid o Barcelona. Louis Siret seguirá excavando y en 1924 dona al Museo Arqueológico Nacional la totalidad de su colección, pero se acuerda entre las partes implicadas que las piezas duplicadas pasen a la Diputación Provincial de Almería.
La llegada de la II República y su apuesta por la educación y la cultura, trajo por fin la creación del Museo Arqueológico Provincial de Almería, mediante un decreto de fecha 28 de marzo de 1933, firmado por el ministro de Instrucción Pública y Bellas Artes Fernando de los Ríos. Según esta norma, la colección inicial del museo la componían los antiguos restos arqueológicos que estaban en la Escuela de Arte de Almería de la capital, las piezas que se encontraban en poder de la Comisión Provincial de Monumentos de Almería, donaciones y depósitos de particulares y corporaciones y los ejemplares duplicados de la colección Siret, gran parte de la cual se exhibe en el Museo Arqueológico Nacional. Sin embargo el museo nunca pudo contar con lo más sustancioso de lo mencionado, los famosos «duplicados» de la colección Siret. En 1934 el Museo Arqueológico Provincial de Almería comenzó su andadura con los otros fondos mencionados y con los aportados por el recién nombrado director, Juan Cuadrado Ruiz, los gastos de instalación y mantenimiento corrían a cargo de la Diputación Provincial de Almería y fue instalado en dos pequeñas salas cedidas por la Escuela de Artes y Oficios, en la calle Javier Sanz.
A la muerte de Juan Cuadrado en 1952, el museo se tuvo que cerrar porque la mayor parte de los fondos eran depósito suyo y la familia Cuadrado entró en litigio con la Diputación Provincial por cuestiones relacionadas con la herencia. Pasarían muchos años hasta que el Museo de Almería se pudiera recuperar y volviera a ser instalado en el antiguo Colegio Menor Santa María del Mar, edificio que había sido residencia de la Sección Femenina y que no cumplía los requisitos mínimos necesarios para la instalación de una institución de estas características. Fue inaugurado en octubre de 1982 bajo la denominación oficial de Museo de Almería, contando con tres secciones básicas: Arqueología, Bellas Artes y Costumbres Populares.
Solo tuvieron que pasar unos años, hasta 1990, para descubrir que el edificio padecía problemas estructurales, aluminosis, lo que obligó a una retirada progresiva del material y a su cierre definitivo en 1991. El titular de la institución, el Ministerio de Cultura, decidió la construcción de una nueva sede en el lugar ocupado por la anterior. El nuevo edificio, una obra de estilo contemporáneo, fue obra de los arquitectos Ignacio García Pedrosa y Ángela García de Paredes.

### Directores del museo
1. Juan Cuadrado Ruiz (1934-1952)
2. Félix Merino Sánchez (1954-1965)
3. Francesc Gusi i Gener (1972-1974)
4. Ángel Pérez Casas (1974-2005)
5. Ana Dolores Navarro Ortega (2005-2013)
6. Arturo del Pino Ruiz (2013-2016)
7. María Isabel Pérez Bernárdez (2017-2020)
8. Carlos Javier Fernández Rodríguez (2020-2022)
9. Tania Fábrega García (2023-)

## El edificio actual
El nuevo edificio se levantó en el solar dejado por el anterior tras su demolición en 1998, fue obra de los arquitectos Ignacio García Pedrosa y Ángela García de Paredes, su construcción tuvo lugar entre 2001 y 2004 y su inauguración en 2006 por los Príncipes de Asturias. Se trata de un edificio compacto de exterior hermético y gran luminosidad interior, en el que un gran vacío pone en contacto los distintos espacios expositivos. El diseño está dominado por líneas simples, minimalistas y grandes paramentos despejados. Tan sólo en lo más alto se incluyeron unas claraboyas de metal y vidrio que rompen la linealidad del edificio en su cubierta y distribuyen la luz.
En su interior, en lo alto del vestíbulo se encuentra la llamada «Nube Siret», en homenaje a Luis Siret, considerado como el padre de la prehistoria almeriense. La exposición cuenta con una gran variedad de recursos museográficos. A los soportes clásicos de pedestal y vitrinas se suman elementos gráficos, maquetas, audiovisuales, pantallas de vídeo individualizadas, múltiples y multipantalla, proyecciones sobre maqueta o monitores de vídeo interactivos. Las tres plantas por las que se distribuye la colección museográfica poseen un eje vertebrador común, una enorme columna estratigráfica que implanta su base en la planta baja y asciende hasta prácticamente el techo del edificio, de forma que los diferentes periodos históricos tratados en cada piso coinciden con los estratos correspondientes en la secuencia estratigráfica. Esto es, desde los primeros cazadores recolectores, a la sociedad prehistórica de Los Millares, continuando con la sociedad prehistórica de El Argar, en la que prácticamente todos los investigadores reconocen ya la existencia del Estado, el mundo romano y el arte islámico.

### Distribución

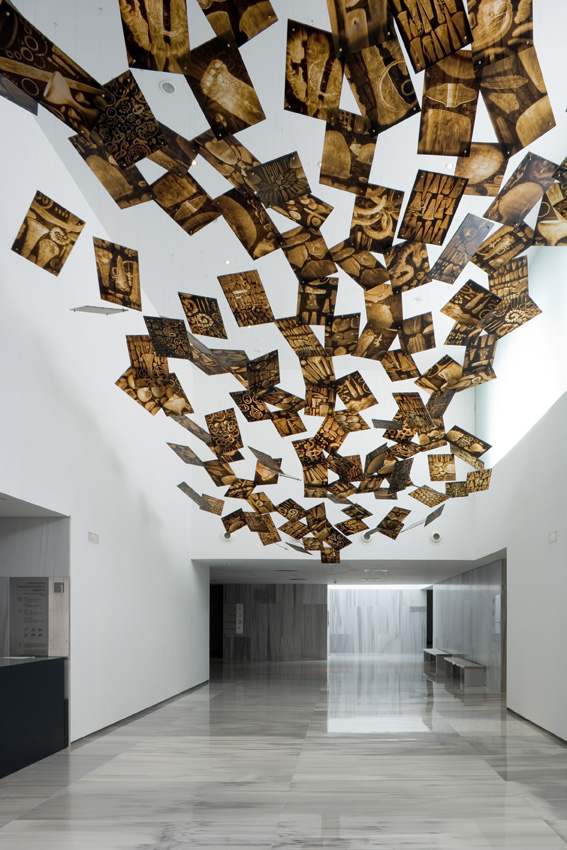
Vestíbulo, con la Nube Siret

El desarrollo técnico del museo presenta piezas, grafismos, ilustraciones, audiovisuales y maquetas centrados en dar forma expositiva a las sociedades que habitaron el sureste peninsular, durante el III milenio y el II milenio a. C.. En la última planta se encuentra series monográficas rotatorias dedicadas a la Almería islámica.
En el vestíbulo está la denominada Nube de Siret, cuyas imágenes e ilustraciones fueron tomadas del mencionado libro de Luis Siret, colocadas de una manera escultórica.

#### Planta baja
La planta baja presenta uno de los recursos de mayor interés, la reproducción de un corte estratigráfico a tamaño real, de trece metros de altura, donde se observan dieciséis estratos, y destaca la disposición de soportes informativos a lo largo de sus caras laterales. Integra la secuencia histórica de los yacimientos de Almería. El primer soporte informativo es una banda cronológica, y a la otra cara del corte se instala una serie de pantallas de plasma que proyectan secuencias en bucle sobre conceptos de la arqueología.
El área expositiva dedicada a la investigación en arqueología muestra un recorrido temático desde la planta baja hasta la tercera planta.

#### Primera planta
La primera planta comienza con la sala dedicada a las primeras sociedades agrícolas y ganaderas y continúa con las salas dedicadas a la sociedad prehistórica de Los Millares.
- Lo más novedoso es la maqueta de los Millares, ya que es el primer planteamiento de una interpretación histórica de un territorio en un museo. Esta maqueta cuenta cómo fue el territorio de Los Millares durante el III milenio a. C., compuesta además por réplicas de materiales que pertenecían a los habitantes del pasado.

#### Segunda planta
La segunda planta está dedicada a la sociedad prehistórica de El Argar.

#### Tercera planta
La tercera planta está dividida en dos salas diferenciadas, en la primera nos encontramos la escultura del dios romano denominado Baco de Chirivel, acompañado de un mosaico procedente de El Villar de Chirivel. También restos romanos, lápidas, monedas, anzuelos, ánforas, salazones, ungüentarios, piezas elaboradas en terra sigillata y el estuco procedente de Villaricos.
La última sala está dedicada a la Almería islámica que a su vez se divide en dos áreas, encontramos primero una gran panel con la silueta de La Alcazaba y restos funerarios, al fondo varios conjuntos arqueológicos procedentes de la República Marítima de Pechina y de la Madinat Al-Mariyya.
| Planta  | Contenido                                       | Contenido                                   | Contenido |
| ------- | ----------------------------------------------- | ------------------------------------------- | --------- |
| Tercera | Mundos romanos y andalusí                       | - Mundo romano - Mundo andalusí             |           |
| Segunda | Cazadores recolectores, Los Millares y El Argar | - Cultura de El Argar                       |           |
| Primera | Cazadores recolectores, Los Millares y El Argar | - Círculo de la vida - Círculo de la muerte |           |

## Colecciones

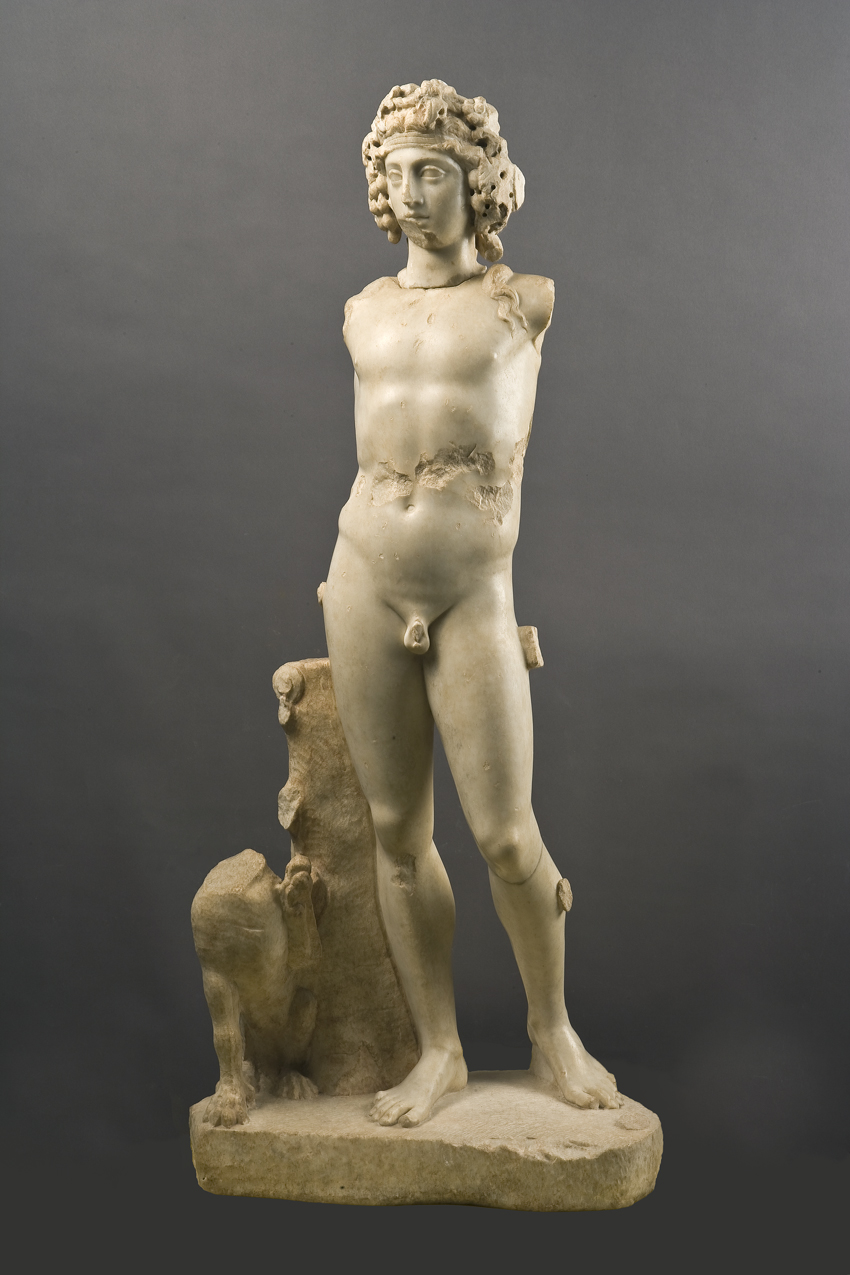
Representación del dios Baco (Chirivel)

El Museo de Almería nos presenta una organización conceptual de sus fondos museográficos que se plasma espacialmente y con lenguaje propio, su singularidad radica en mostrarnos lo más relevante de sus colecciones, básicamente todas sus piezas datadas en los periodos más recientes de la prehistoria, partiendo de un eje verterbrador, la columna estratigráfica, y dedicando buena parte de la exposición a la metodología arqueológica.

### Exposición permanente
Abarca la primera y segunda planta del edificio y están dedicadas íntegramente a las primeras sociedades de cazadores-recolectores, la sociedad de Los Millares (Santa Fe de Mondújar, Almería) y la sociedad de El Argar (Antas, Almería). En ellas se pueden apreciar herramientas empleadas para el trabajo de las pieles, como punzones y agujas de hueso, útiles de sílex empleados en el trabajo de objetos de adorno, brazaletes, cuentas de collar, ídolos, ajuares funerarios, etc.
De la primera planta destaca, por un lado, la gran estructura de falsa piedra denominada «Círculo de la vida» que recoge materiales relacionados con las relaciones exteriores en la sociedad de Los Millares (la guerra, el comercio, etc.) y objetos relativos a la vida cotidiana del asentamiento; y por otro lado el denominado «Círculo de la muerte» que con el apoyo de una proyección de vídeo explica el uso colectivo de las tumbas y la secuencia ritual llevada a cabo con cada nueva inhumación.
De la segunda planta sorprende el encuentro con una serie de muros consecutivos, un recorrido simbólico que avanza literalmente de abajo hacia arriba y que representa las terrazas artificiales sobre las que se construyeron las viviendas de Fuente Álamo (o de cualquier otro asentamiento de la cultura de El Argar). La separación entre dos muros consecutivos hace las veces de pequeña subsala o unidad expositiva donde se van abordando los distintos temas propuestos, vitrinas con grandes vasijas, útiles y armas de bronce, objetos de plata y oro, cerámica, etc. Al final de la sala, el discurso sustentado por las tumbas y el desarrollado en las vitrinas confluyen en otra gran vitrina que resume en forma de epílogo las conclusiones que pueden extraerse de todo lo mostrado. Esto es, una sociedad con una clara división de clases.

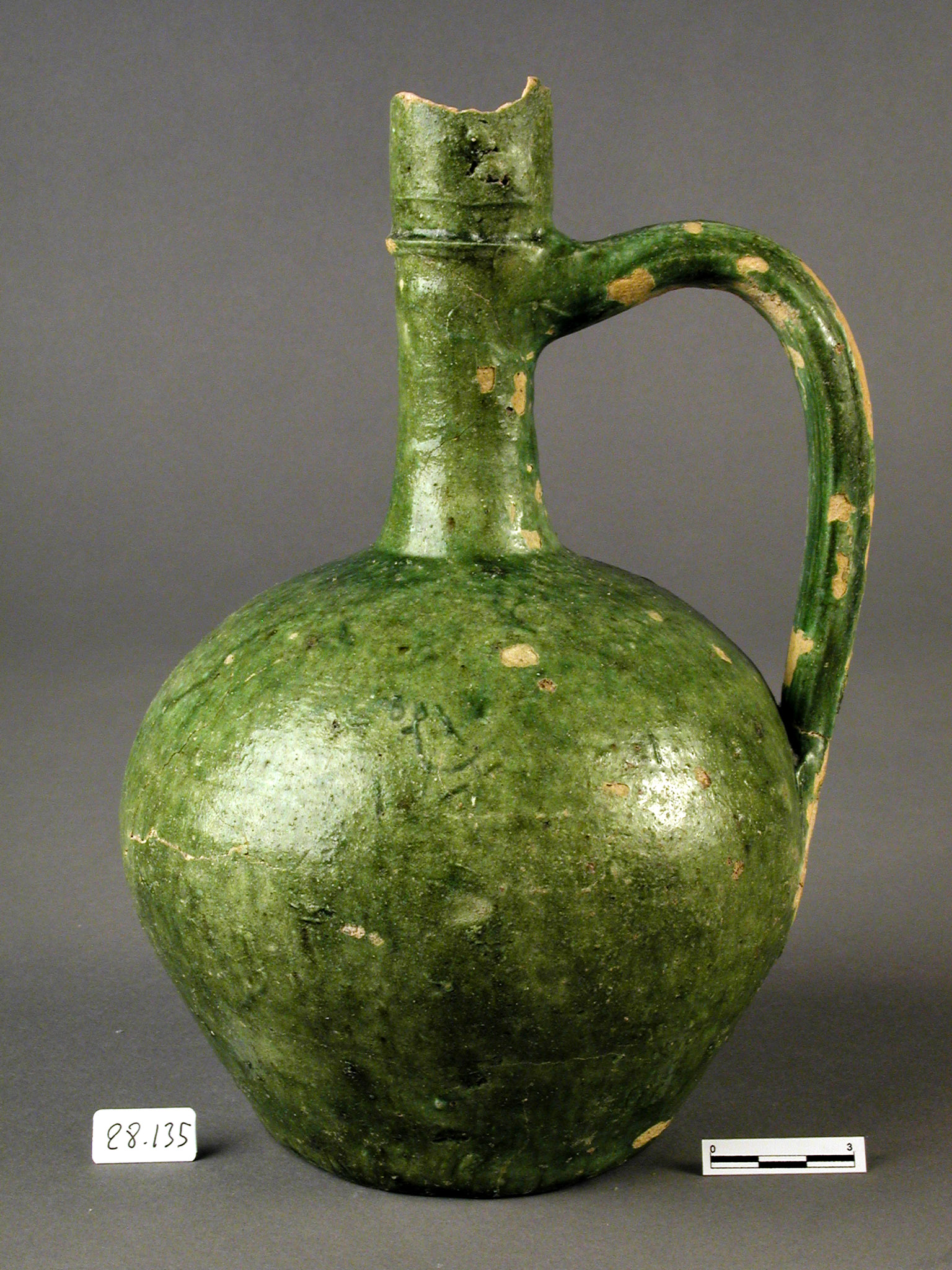
Redoma de arcilla (al-Ándalus) (Yacimiento Alcazaba de Almería)

### Exposiciones semirotatorias
La tercera planta alberga espacios expositivos temporales de larga duración, que en la actualidad recoge una representativa colección de piezas romanas y andalusíes.
Conforme se accede al interior de la sala, lo primero que llama la atención es el montaje que ocupa el centro, donde destaca una escultura instalada sobre un gran fragmento de mosaico. Se trata de una representación del dios Baco (procedente de una villa romana excavada en la localidad de Chirivel, en el norte de la provincia). Esto introduce a la principal forma de explotación de la tierra en época romana, la villa esclavista. Las unidades temáticas abordadas están relacionadas con la penetración romana, que en el caso de Almería supuso una perfecta explotación colonial orientada fundamentalmente a la extracción y comercialización de determinadas materias primas, como las canteras de piedra o las pesquerías. Se encuentran objetos relacionados con la metalurgia, un ancla de fondeadero en piedra, monedas, vajillas de lujo, inscripciones, etc.
El arte andalusí queda representado por una amplia colección de maqabriyyas, lápidas funerarias musulmanas de forma prismática de las que Almería fue uno de los centros de producción más destacados, exhibiéndose asimismo un bajorrelieve único en España por representar una figura humana (siglo X u XI), además de una rica colección de monedas. El gran cubo que ocupa el mayor espacio de la sala contiene en su interior, vitrinas dedicadas a la época califal, donde se exponen cerámicas y otros objetos, estando revestido por un motivo de lacería geométrico y una inscripción conmemorativa de la fundación de la ciudad por el califa Abd al-Rahman III.

## Distinciones
- Premio PAD (Premio Académico de Diseño) en el año 2004.
- Premio ARCO 2004 al mejor Museo.
- Finalista en los premios FAD (Foment de les Arts i del Disseny) en su modalidad de «Arquitectura» en el año 2005.
- Mención especial al Mejor Museo Europeo 2008. EMYA (European Museum Forum).

## Estadísticas de visitantes
| Año  | Visitantes |
| ---- | ---------- |
| 1996 | 5933       |
| 1997 | 8336       |
| 1998 | 7797       |
| 1999 | 7297       |
| 2000 | 5144       |
| 2001 | 5129       |
| 2002 | 5689       |
| 2003 | 4547       |
| 2004 | 3692       |
| 2005 | 5684       |
| 2006 | 40137      |
| 2007 | 42286      |
| 2008 | 50631      |
| 2009 | 55219      |
| 2010 | 46450      |
| 2011 | 42149      |
| 2012 | 55617      |
| 2013 | 52156      |
| 2014 | 52031      |
| 2015 | 72222      |
| 2016 | 76040      |